# ケンタッキー軍 (北軍)
南北戦争中の北軍では、ケンタッキー軍（Army of Kentucky）の名称を持つ軍が2回編成されているが、どちらも小規模でまた存続期間も短かった。南軍にもケンタッキー軍が存在したが、こちらも短期間で解散している。

## 1862年8月結成のケンタッキー軍
1862年8月25日、ウィリアム・「ブル」・ネルソン（William "Bull" Nelson）少将は、ケンタッキー州リッチモンド付近に駐屯していた部隊の司令官に任命された。兵力は合計で2個旅団（1個師団以下）を超えるものではなかったが、ネルソンはこの部隊をケンタッキー軍と名付けた。この2個旅団は、マーロン・マンソン（Mahlon Dickerson Manson）准将とチャールズ・クラフト（Charles Cruft）准将が旅団長を務めた。創立から5日後、ほとんどが新兵で構成されるケンタッキー軍は、リッチモンドの戦いで大敗北を喫した。800人以上が戦死し、4,000人が捕虜となった。大量の捕虜を出し、軍団長のネルソンは負傷、第1旅団長のマンソンも捕虜となったため、軍は実質的に消滅してしまった。クラフトも負傷し、9月まで第2旅団長の地位にあったものの第2旅団の兵士も多くは捕虜となり、残存部隊はなんとかインディアナ州ニューオールバニに戻った。負傷したネルソンの後任として、チャールズ・C・ギルバート大尉が少将代行に昇進させられ（上級者が拒絶したため）、軍司令官となった。その後、ドン・カルロス・ビューエル少将が、ケンタッキー軍の残存部隊をオハイオ軍の第3軍団に吸収し、ギルバートは第3軍団長となった。なお、9月29日、ネルソンはジェファーソン・デービス（Jefferson C. Davis）准将に殺害された。

## 1862年10月結成のケンタッキー軍
1862年10月7日、ゴードン・グレンジャー（Gordon Granger）少将がケンタッキー軍の名称を復活させた。新しいケンタッキー軍は3個師団編成で、師団長はアンドリュー・スミス（Andrew Jackson Smith）准将、クインシー・ギルモア（Quincy Adams Gillmore）准将およびアブサロム・ベアード（Absalom Baird）准将であった。
この編成は軍としては普通ではなかったため（軍団規模に過ぎない）、1863年1月20日により大規模なカンバーランド軍に編入された。ベアードの師団は3月5日のトンプソン駅の戦い（Battle of Thompson's Station）に参戦し、まるまる1個旅団が捕虜となった。4月には、軍はチャールズ・C・ギルバートとベアードが指揮する2個歩兵師団と、グリーン・スミス（Green Clay Smith）の騎兵旅団から構成されていた・第一次フランクリンの戦い（Battle of Franklin (1863)）の前に、デービッド・スタンレー（David S. Stanley）の騎兵師団と、インディアナ州フランクリンの基地部隊が追加された。6月8日、ケンタッキー軍はカンバーランド軍の予備兵力となったが、この予備部隊はグレンジャーが指揮官を務めていた。

## 歴代軍司令官
- ウィリアム・「ブル」・ネルソン（William "Bull" Nelson）少将：1862年8月25日-30日
- チャールズ・C・ギルバート少将代行：1862年9月1日-27日
- ゴードン・グレンジャー（Gordon Granger）少将：1862年10月7日-1863年6月8日

## 主な戦闘
- リッチモンドの戦い：ネルソン
- 第一次フランクリンの戦い（Battle of Franklin (1863)）：グレンジャー

## 参考資料
- Eicher, John H., and Eicher, David J., Civil War High Commands, Stanford University Press, 2001, ISBN 0-8047-3641-3.